# Michael Ashby
Michael Farries Ashby FRS, CBE (20 de dezembro de 1935) é um engenheiro britânico.
Especialista em ciência dos materiais, é professor pesquisador da Royal Society e um investigador principal do Centro de Projetos de Engenharia da Universidade de Cambridge. É conhecido por suas contribuições em ciência dos materiais no campo da seleção de materiais.
Foi eleito membro da Royal Society em 1979.

## Educação
- B.A., Natural Science (Metallurgy), Universidade de Cambridge, Cambridge, 1957 (First Class Honours)
- M.A., Universidade de Cambridge, Cambridge 1959
- Ph.D., Universidade de Cambridge, Cambridge 1961

## Obras
- Ashby, M.F. e Waterman, N.A.: 'The Chapman and Hale Material Selector.' Chapman and Hall, London, Volumes 1-3, 1996.
- Ashby, M.F. e Jones, D.R.H.: 'Engineering Materials 1, Second Edition.' Butterworth Heineman, Oxford, 1996.
- Ashby, M.F. e Jones, D.R.H.: 'Engineering Materials 2, Second Edition.' Butterworth Heineman, Oxford, 1998.
- Ashby, M.F. e Gibson, L.J.: 'Cellular Solids Structure and Properties.' Cambridge University Press, Cambridge, 1997 ISBN 0-521-49911-9.
- Ashby, M.F. e Cebon, D.: 'Case studies in Materials Selection.' First Edition, Granta Design, Cambridge, 1996, Second Edition, Butterworth Heinemann, Oxford, 1999.
- Ashby, M.F.: 'Materials Selection and Process in Mechanical Design.' Butterworth Heinemann, Oxford, 1999 ISBN 0-7506-4357-9
- Ashby, M.F.: 'How to Write a Paper'.
- Ashby, M.F. e Johnson, Kara: 'Materials and Design, the Art and Science of Materials Selection in Product Design' Butterworth Heinemann, Oxford, 2002 ISBN 0-7506-5554-2.